# Eduardo Parry Peralta

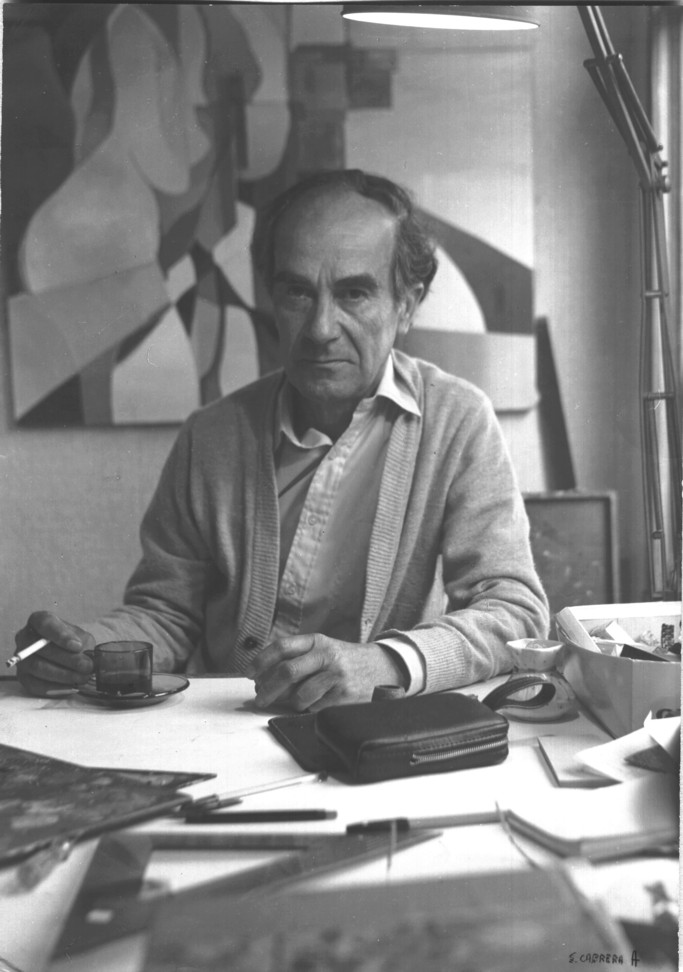
Eduardo Parry.

Eduardo Parry Peralta (La Serena, 1926 - Santiago, 1996) fue un pintor chileno autodidacta.

## Biografía
Durante su trayectoria presentó esporádicamente su obra en concursos provinciales y solo expuso tardíamente en el año 1973, en el Instituto Chileno Norteamericano de Santiago, entidad cultural en ese entonces dirigida por el pintor Francisco Otta, quien se interesó en su obra.
Parry desarrolló múltiples estilos, pasando del paisajismo a la abstracción y en su última etapa creativa, desarrolló un estilo muy vanguardista de surrealismo.
De su obra correspondiente al período comprendido por la década de los setenta del siglo XX, el crítico chileno de arte Ricardo Bindis señaló: "Las puertas de fantasía, los paisajes urbanos revelan una mano segura, tienen un encanto especial", "Gusta definir los contornos y con una urdimbre lineal muy enfática va estableciendo formas y definiendo edificios. El repertorio colorístico es muy alegre y priman los rojos, los verdes, los azules intensos, que precisan de sus contornos decididos de sus delimitaciones rígidas".
En 1975 realizó una exposición en Buenos Aires, en la prestigiosa Galería Lirolay, en cuyo catálogo, la Pintora chilena y profesora de Arte, Aura Riquelme, se refiere a Parry como "un testigo conmovedor de una época", cuya "fuerza pictórica es grande y vehemente" 
En 1976 fue seleccionado en el 2° Concurso de Pintura de la Colocadora Nacional de Valores y el Museo Nacional de Bellas Artes.
La última exposición de su obra se realizó en Ñuñoa el año 2014, en la Casa de la Cultura de la Municipalidad, oportunidad en que se editó un catálogo de la muestra acompañado de textos poéticos de mujeres que se inspiraron en sus pinturas.